# Wolfgang Mörike
Wolfgang Mörike (* 25. April 1965 in Lübeck) ist ein deutscher Jazzmusiker (Kontrabass).

## Werdegang
Mörike, ein Nachfahre von Eduard Mörike, arbeitete nach dem Studium mit durchreisenden Musikern wie Benny Waters, Scott Hamilton, Billy Mitchell, Oscar Klein und Charly Antolini. Er gehörte zu den European Swing Stars um Alexander Katz, den Trios von Thilo Wagner und von Christoph Oeser; auch trat er mit dem Trio von Antonio Petrocca und mit Johnny Varro auf. Er ist auf Tonträgern mit Christoph Oeser, Thilo Wagner, Lorenzo Petrocca, den Sultans of Swing und Rainer Heute zu hören.

## Diskographische Hinweise
- Wagner, Mörike, Beck Finally (Nagel-Heyer Records 2002)[4]

## Lexikalischer Eintrag
- Jürgen Wölfer: Jazz in Deutschland. Das Lexikon. Alle Musiker und Plattenfirmen von 1920 bis heute. Hannibal, Höfen 2008, ISBN 978-3-85445-274-4.